# Flottabilité
 (janvier 2017).
Si vous disposez d'ouvrages ou d'articles de référence ou si vous connaissez des sites web de qualité traitant du thème abordé ici, merci de compléter l'article en donnant les références utiles à sa vérifiabilité et en les liant à la section « Notes et références ».

Forces impliquées dans la flottabilité : l'objet flotte parce que la portance (dirigée vers le haut) équilibre le poids (dirigé vers le bas).

Dans un fluide (gaz ou liquide), les corps sont soumis à la poussée d'Archimède. Les corps ont une flottabilité différente selon leur masse volumique et donc leur densité.
La flottabilité est la poussée verticale, dirigée de bas en haut, qu'un fluide (gaz ou liquide) exerce sur un volume immergé. La flottabilité agit toujours dans la direction opposée à la gravité.
Selon la différence entre la poussée d'Archimède PA et le poids réel Pr, on distingue les corps de flottabilité :
- positive (PA > Pr) : l'objet remonte ;
- nulle (PA = Pr) : l'objet flotte entre deux eaux ;
- négative (PA < Pr) : l'objet coule.

## Expression triviale
Si un objet est plus léger que l'eau qu'il déplace, il flotte, s'il est plus lourd il coule.
Un objet creux ou concave (par exemple un bateau en acier) peut déplacer un volume d'eau de masse supérieure à la sienne et donc flotter, mais il court le risque de couler si l'eau pénètre dans la partie concave (un navire en fer peut couler, alors qu'un radeau en liège est insubmersible).

## Chez l'humain
La flottabilité chez l'humain dépend de la répartition des os (densité de 1,8), des muscles (densité de 1,05), de la graisse (densité de 0,95). Les muscles représentent environ 40 % de la masse d'un être humain et la graisse 15 à 30 %, parfois plus, avec d'importantes variations en fonction du régime alimentaire, du mode de vie (sportif ou sédentaire), du sexe et de l'âge.
Par ailleurs, la flottabilité varie beaucoup en fonction du remplissage des poumons, la densité de l'air inspiré étant négligeable devant celle de l'eau.
C'est cette différence de répartition des masses graisseuses et musculaires qui entre autres explique pourquoi une personne obèse flottera mieux qu'une personne mince. De la même manière, une femme flottera mieux qu'un homme, car celle-ci est dotée d'un métabolisme nécessitant plus de graisses (pour maintenir un bon équilibre hormonal).

## Estimer la capacité à porter d'un volume immergé dans un fluide
Dans les mêmes conditions de température et de pression, la différence de masse volumique entre un fluide et un autre corps (généralement un solide) immergé dans celui-ci donne la capacité à porter 1 m3 de ce corps.
Exemple : l'air a une masse volumique de 1,293 kg/m3.
- Le dihydrogène (H2) a une masse volumique de 0,089 9 kg/m3. La capacité à porter 1 m3 du dihydrogène sera donc de 1,203 1 kg (soit 1,293 - 0,089 9).
- L'hélium (He) a une masse volumique de 0,178 6 kg/m3. La capacité à porter 1 m3 d'hélium sera donc de 1,114 4 kg (soit 1,293 - 0,178 6).